# 宋晃
宋 晃（そう こう、生没年不詳）は、五胡十六国時代の前燕の人物。本貫は西河郡介休県。鮮卑慕容部の大人慕容廆の長史宋奭の子。

## 生涯
咸康3年（337年）9月、鮮卑慕容部の大人慕容皝は文武諸官の編成を行い、平熙・張泓とともに将軍に任じられた。『晋書』巻109では、裴開・陽騖・王寓・李洪・杜群・宋該・劉瞻・石琮・皇甫真・陽協・平熙・張泓らと列卿将帥に任じられたと記されている。その後、護軍将軍に任じられた。
咸康4年（338年）5月、後趙の天王石虎は、前燕国内に使者を放ち、誘降を促した。東夷校尉封抽・護軍将軍宋晃・成周内史崔燾・武原県令常覇・居就県令游泓らが応じ、後趙は36城を手に入れた。
燕王慕容皝は軍を遣わし、後趙に応じた諸城を攻めて、全て攻略した。敗れた宋晃は游泓・封抽とともに高句麗へ逃走した。高句麗の4世紀以降の国家発展に無視できない役割を果たした中国人の高句麗流入者であり、高句麗に新文化をもたらし、国政の整備と軍備拡張と積極的な外交政策を進めた。
永和5年（349年）、高句麗の故国原王は宋晃を前燕に送った。燕王慕容儁は宋晃を許し、名を「宋活」と改めさせ、中尉に任じた。
元璽元年（352年）11月、慕容儁は皇帝に即位し、文武百官の組織を整えた際、宋活も中書監に任じられた。
これ以後の事績は、史書に記されていない。

## 家系

### 父
- 宋奭

### 子
- 宋恭（宋隠の父）
- 宋畿
- 宋洽